# Mesopotamía
Mesopotamía (Mesopotamia) är en ort i Grekland.   Den ligger i prefekturen Nomós Kastoriás och regionen Västra Makedonien, i den norra delen av landet, 400 km nordväst om huvudstaden Aten. Mesopotamía ligger 694 meter över havet och antalet invånare är 2 099.
Terrängen runt Mesopotamía är kuperad åt nordväst, men åt sydost är den platt. Runt Mesopotamía är det ganska glesbefolkat, med 47 invånare per kvadratkilometer. Närmaste större samhälle är Kastoria, 8,9 km öster om Mesopotamía. Trakten runt Mesopotamía består till största delen av jordbruksmark.